# 14342 Iglika
14342 Iglika è un asteroide della fascia principale. Scoperto nel 1984, presenta un'orbita caratterizzata da un semiasse maggiore pari a 2,7317091 UA e da un'eccentricità di 0,3062558, inclinata di 9,71032° rispetto all'eclittica.